# Gmina Hjørring
Gmina Hjørring (duń. Hjørring Kommune) – gmina w Danii w regionie Jutlandia Północna.
Gmina powstała w 2007 roku na mocy reformy administracyjnej z połączenia gmin Hirtshals, Hjørring (starej), Løkken-Vrå i Sindal.
Siedzibą gminy jest miasto Hjørring.

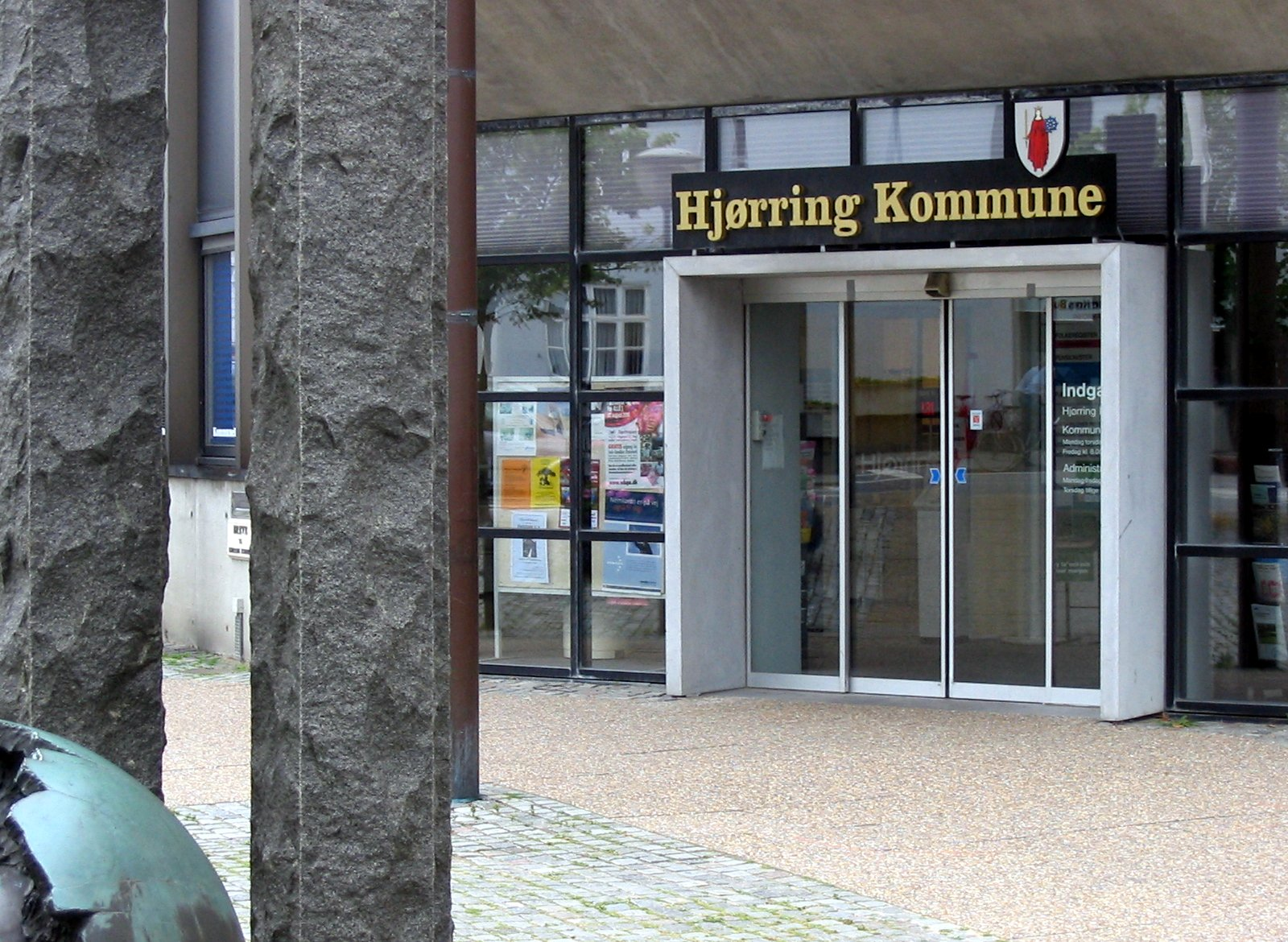
Urząd gminy w Hjørring